# جاذبه‌های گردشگری استان کردستان
فهرست جای‌های دیدنی استان کردستان:
1. مراسم پیرشالیار
2. اورامان تخت
3. بازار سنندج
4. عمارت وکیل الملک سنندج
5. قلعه تاریخی قمچقای بیجار
6. عمارت آصف وزیری، خانه کرد
7. دریاچه زریوار
8. سد وحدت، دریاچه سد وحدت
9. سد چراغ ویس، سد چراغ ویس سقز
10. سنگ‌نوشته بنچاق اورامان
11. عمارت سالار سعید، موزه سنندج
12. عمارت خسروآباد سنندج
13. عمارت فهیمی سردر فهیم
14. غار کرفتو
15. زیویه (دژ)
16. حمام حاج صالح سقز
17. گردشگاه آبیدر
18. مسجد و زیارتگاه هاجره خاتون
19. مسجد دارالاحسان سنندج
20. مسجد دومناره سقز
21. قرآن تاریخی نگل
22. پل قشلاق سنندج
23. حمام عمارت آصف
24. عمارت مشیر دیوان سنندج
25. عمارت امجدالاشراف
26. کلیسای سنندج

1. ↑  «جدول جاذبه های شاخص استان کردستان به تفکیک شهرستان( تهیه کننده: ستار کریمی)». بایگانی‌شده از روی نسخه اصلی در ۴ دسامبر ۲۰۲۲. دریافت‌شده در ۱۰ مه ۲۰۲۳.